# ميس نشمياني
ميس نشمياني (الاسم العلمي: Celtis grewioides) هو نوع نباتي يتبع جنس الميس من فصيلة القنبية.